# Agata Dróżdż
Agata Dróżdż, właśc. Agata Wzorek (ur. 15 maja 1984 w Starachowicach) – polska lekkoatletka specjalizująca się w biegu na 3000 metrów z przeszkodami.

## Życiorys
Trzykrotna brązowa medalistka mistrzostw Polski w biegu na 3000 metrów z przeszkodami (Biała Podlaska 2005, Bydgoszcz 2006 i Poznań 2007).
W 2011 wyszła za mąż, ma syna. Mieszka i pracuje w Starachowicach jako nauczyciel wychowania fizycznego.